# Aizarnazabal
Aizarnazabal é um município da Espanha na província de Guipúscoa, comunidade autónoma do País Basco, de área 6,45 km² com população de 579 habitantes (2004) e densidade populacional de 89,77 hab/km².

## Demografia
| Variação demográfica do município entre 1991 e 2004 | Variação demográfica do município entre 1991 e 2004 | Variação demográfica do município entre 1991 e 2004 | Variação demográfica do município entre 1991 e 2004 |
| --------------------------------------------------- | --------------------------------------------------- | --------------------------------------------------- | --------------------------------------------------- |
| 1991                                                | 1996                                                | 2001                                                | 2004                                                |
| 531                                                 | 551                                                 | 531                                                 | 579                                                 |